# Kilburn Park (stație de metrou)
Kilburn Park este o stație a Metroului din Londra situată în Kilburn, în burgul Brent. Stația se află pe linia Bakerloo, între Queen's Park și Maida Vale, în zona tarifară 2.
Stația este amplasată pe Cambridge Avenue, la aproximativ 100 m vest de Kilburn High Road, chiar înainte de a se transforma în Maida Vale, (A5). Este o clădire protejată de clasa a II-a.

## Istoric
Kilburn Park a fost deschisă pe 31 ianuarie 1915 ca punct terminus temporar al liniei Bakerloo extinse din gara Paddington spre Queen's Park. Serviciile au fost extinse până la Queen's Park pe 11 februarie 1915. La inaugurarea extensiei, stația Maida Vale nu era completă, așadar stația anterioară a fost Warwick Avenue până pe 6 iunie 1915. Clădirea gării a fost proiectată de către Stanley Heaps ca o versiune modificată a proiectelor de stații pe linia Bakerloo create de Leslie Green, cu fațade de teracotă, dar fără ferestrele mari semi-circulare de la primul etaj. A fost una dintre primele stații de metrou din Londra construite în mod special pentru a utiliza scări rulante în locul ascensoarelor.

## Conexiuni de transport
Rutele de autobuz 31, 32, 206, 316, 328, traseul școlar 632 și rutele de noapte N28 și N31 deservesc stația. De asemenea, se află la o distanță scurtă, care poate fi parcursă pe jos, de gara Kilburn High Road, pe linia Watford DC din rețeaua London Overground.

## Galerie

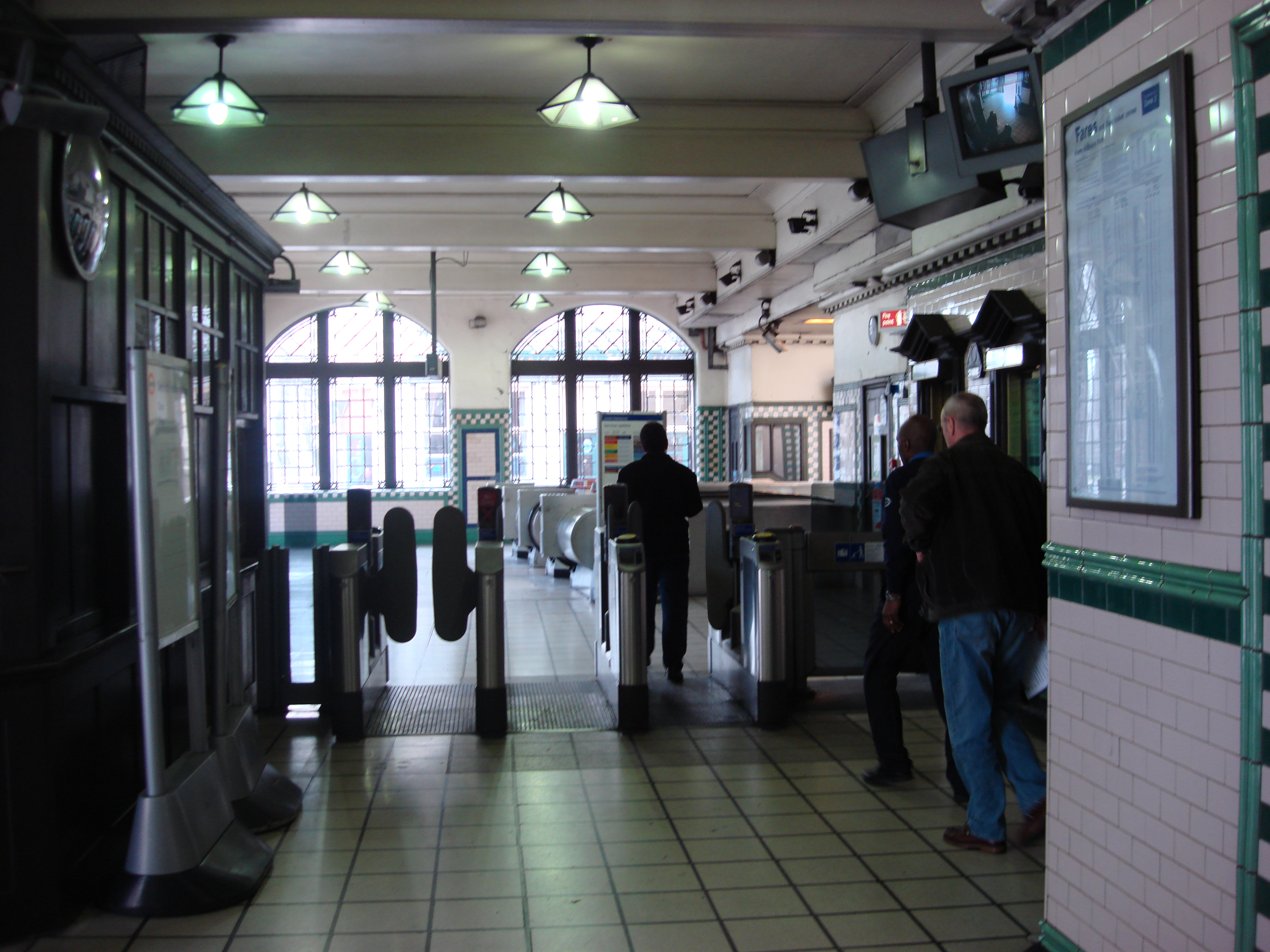
Sala de bilete
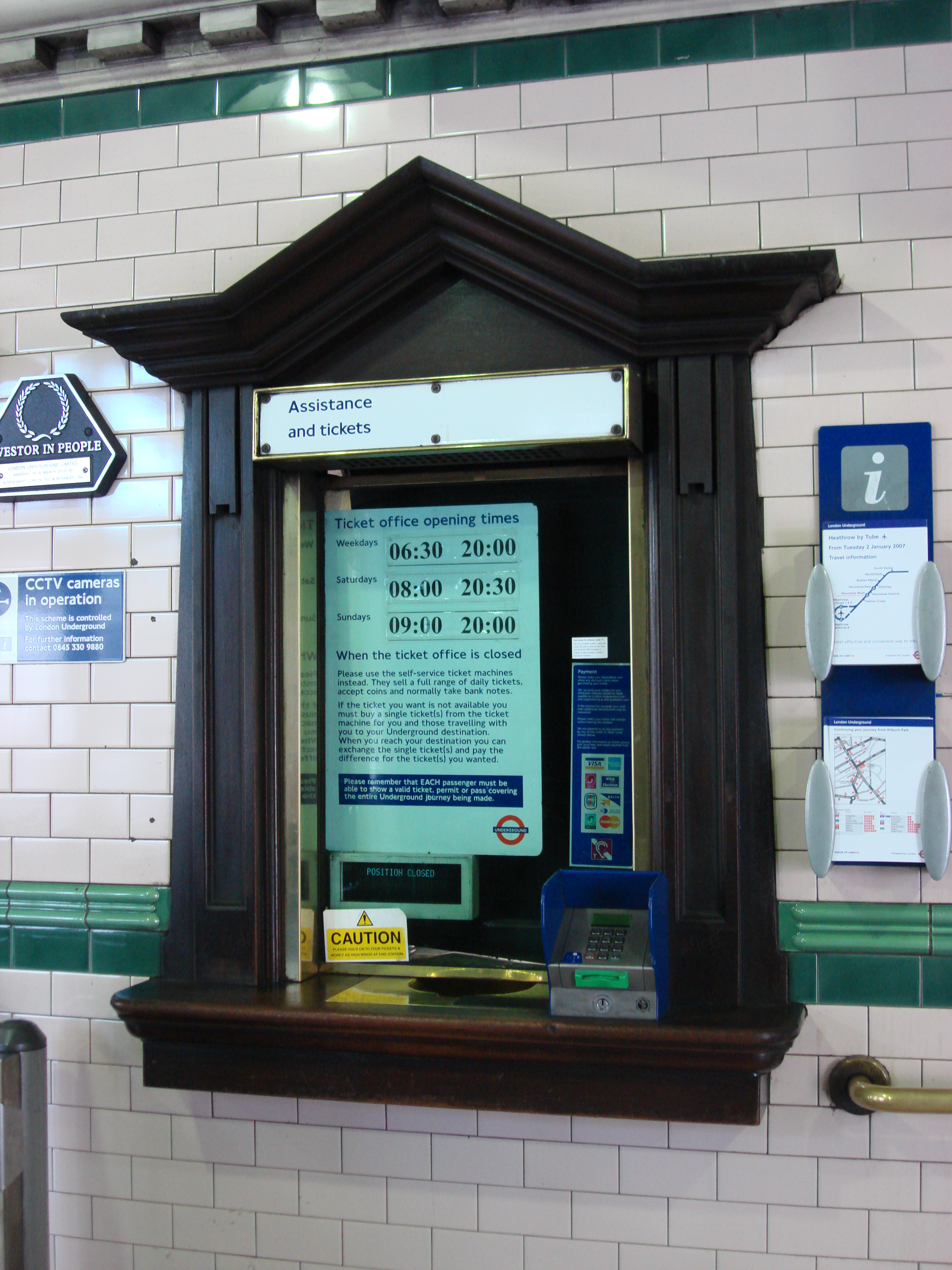
Ghișeu de bilete
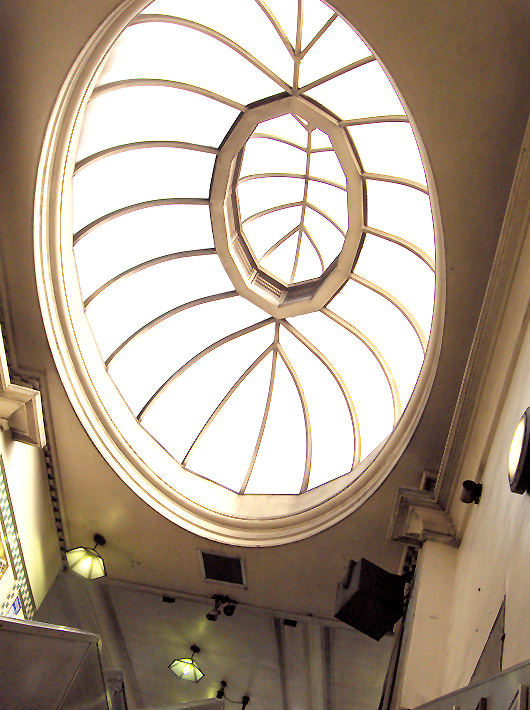
Acoperiș boltit din sticlă peste scările rulante
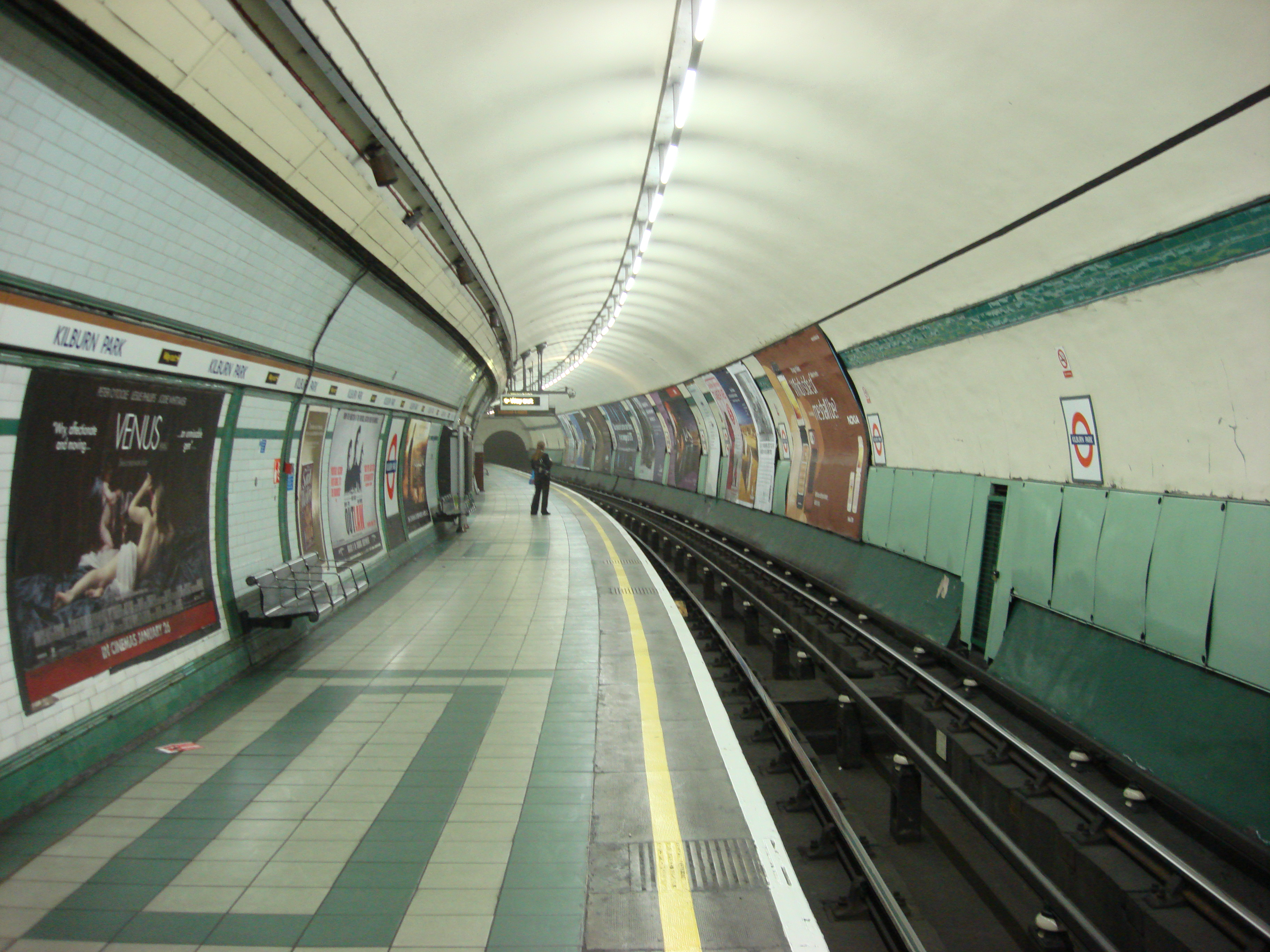
Platforma în direcția sudică